# Quintillus
Quintillus (tiếng Latinh: Marcus Aurelius Claudius Quintillus Augustus; 220 – 270), là Hoàng đế La Mã ở ngôi được gần một năm vào năm 270.

## Tiểu sử

### Gia thế
Quintillus sinh ra tại Sirmium ở vùng Hạ Pannonia vào khoảng năm 220. Vốn xuất thân từ một gia đình thuộc tầng lớp thấp trong xã hội, Quintillus chỉ bắt đầu nổi lên khi người anh trai là Claudius II Gothicus kế vị ngôi báu vào năm 268. Quintillus từng giữ chức Biện lý đảo Sardinia dưới thời anh mình trị vì. Ông được Viện Nguyên lão hoặc đám binh sĩ dưới trướng ông anh chọn làm Hoàng đế kể từ sau khi ông mất vào đầu năm 270.

### Lên ngôi
Nhà sử học Eutropius kể lại rằng Quintillus đã được các binh sĩ trong quân đội La Mã bầu chọn ngay sau khi Claudius mất. Sự lựa chọn theo ông cho biết vốn được sự chấp thuận từ Viện Nguyên lão. Joannes Zonaras nói rằng ông còn được chính Viện Nguyên lão bầu chọn. Tuy nhiên các nguồn sử liệu đều đồng ý rằng các quân đoàn từng theo Claudius chinh chiến dọc sông Danube không mấy hay biết hoặc phản đối cuộc bầu chọn Quintillus. Thay vào đó họ chọn viên chỉ huy Aurelianus của họ làm hoàng đế.

### Triều đại
Một vài tài liệu về Triều đại của Quintillus khá mâu thuẫn. Họ không đồng ý về thời gian trị vì của ông, số khác thì nói rằng Triều đại của ông chỉ kéo dài chừng 17 ngày và nhiều lắm là 177 ngày (khoảng sáu tháng). Các nguồn sử liệu cũng không đồng ý về nguyên nhân cái chết của ông. Historia Augusta cho rằng hoàng đế bị đám binh sĩ dưới quyền sát hại nhằm phản ứng lại đối với kỷ luật quân sự khắt khe của ông. Jerome thì cho rằng có thể ông bị tử trận trong cuộc xung đột với Aurelianus. Nhà sử học John thành Antioch và Joannes Zonaras đều viết rằng Quintillus đã tự sát bằng cách lấy dao rạch tĩnh mạch chảy máu cho đến chết. John thêm vào chi tiết vụ tự tử còn được sự hỗ trợ tận tình từ một người thầy thuốc. Claudius Salmasius chỉ rằng Dexippus đã ghi lại cái chết mà không rõ nguyên nhân. Tuy nhiên tất cả nguồn sử liệu đều nhất trí là cái chết của hoàng đế diễn ra ở Aquileia. Ngoài ra theo một nguồn tài liệu khác cho biết thì Quintillus thoát chết sau trận chiến là nhờ hai người con trai của ông.
Historia Augusta ghi chép rằng Claudius và Quintillus còn có một người em trai khác tên là Crispus và qua ông có thêm một đứa cháu gái là Claudia. Người được cho là đã kết hôn với Eutropius và là mẹ của Constantius Chlorus. Tuy nhiên một vài sử gia đã nghi ngờ tài liệu này vốn chỉ là một cuốn gia phả ngụy tạo nhằm để tâng bốc Constantinus Đại đế.
Những tài liệu về La Mã còn lại đến nay đều coi Quintillus là một hoàng đế ôn hòa và có tài. Ông được xem là người bảo vệ của Viện Nguyên lão và do đó so với các hoàng đế trước đây như Servius Sulpicius Galba và Publius Helvius Pertinax. Cả ba đều được các tài liệu của Viện Nguyên lão đánh giá cao dù họ đã thất bại trong việc duy trì một Triều đại đầy năm.